# Aphrodita nipponensis
Aphrodita nipponensis är en ringmaskart som beskrevs av Imajima 2003. Aphrodita nipponensis ingår i släktet Aphrodita och familjen Aphroditidae. Inga underarter finns listade i Catalogue of Life.